# NGC 6216
NGC 6216 је расејано звездано јато у сазвежђу Шкорпија које се налази на NGC листи објеката дубоког неба.
Деклинација објекта је - 44° 43' 53" а ректасцензија 16h 49m 23,5s. Привидна величина (магнитуда) објекта NGC 6216 износи 10,1. NGC 6216 је још познат и под ознакама NGC 6222, OCL 989, ESO 277-SC14.